# تستسرليغ
تستسرليغ (بالمنغولية: Цэцэрлэг)‏ هي مدينة، في منغوليا، تتبع محافظة أرخانغاي ، وهي عاصمتها، بلغ عدد سكانها 18,519 نسمة.

## المناخ
يظهر الجدول التالي التغييرات المناخية على مدار السنة لتستسرليغ:
| البيانات المناخية لـتستسرليغ       | البيانات المناخية لـتستسرليغ | البيانات المناخية لـتستسرليغ | البيانات المناخية لـتستسرليغ | البيانات المناخية لـتستسرليغ | البيانات المناخية لـتستسرليغ | البيانات المناخية لـتستسرليغ | البيانات المناخية لـتستسرليغ | البيانات المناخية لـتستسرليغ | البيانات المناخية لـتستسرليغ | البيانات المناخية لـتستسرليغ | البيانات المناخية لـتستسرليغ | البيانات المناخية لـتستسرليغ | البيانات المناخية لـتستسرليغ |
| الشهر                              | يناير                        | فبراير                       | مارس                         | أبريل                        | مايو                         | يونيو                        | يوليو                        | أغسطس                        | سبتمبر                       | أكتوبر                       | نوفمبر                       | ديسمبر                       | المعدل السنوي                |
| ---------------------------------- | ---------------------------- | ---------------------------- | ---------------------------- | ---------------------------- | ---------------------------- | ---------------------------- | ---------------------------- | ---------------------------- | ---------------------------- | ---------------------------- | ---------------------------- | ---------------------------- | ---------------------------- |
| الدرجة القصوى °م (°ف)              | 6.9 (44.4)                   | 11.9 (53.4)                  | 17.1 (62.8)                  | 25.8 (78.4)                  | 28.7 (83.7)                  | 31.3 (88.3)                  | 30.1 (86.2)                  | 31.3 (88.3)                  | 26.8 (80.2)                  | 22.8 (73.0)                  | 15.8 (60.4)                  | 11.1 (52.0)                  | 31.3 (88.3)                  |
| متوسط درجة الحرارة الكبرى °م (°ف)  | −8.1 (17.4)                  | −6.4 (20.5)                  | 0.2 (32.4)                   | 8.1 (46.6)                   | 16.0 (60.8)                  | 20.1 (68.2)                  | 20.5 (68.9)                  | 19.3 (66.7)                  | 15.1 (59.2)                  | 8.0 (46.4)                   | −1.0 (30.2)                  | −6.5 (20.3)                  | 7.1 (44.8)                   |
| المتوسط اليومي °م (°ف)             | −14.8 (5.4)                  | −13.5 (7.7)                  | −6.8 (19.8)                  | 1.0 (33.8)                   | 8.7 (47.7)                   | 13.0 (55.4)                  | 14.3 (57.7)                  | 12.8 (55.0)                  | 7.5 (45.5)                   | 0.3 (32.5)                   | −7.5 (18.5)                  | −12.9 (8.8)                  | 0.2 (32.3)                   |
| متوسط درجة الحرارة الصغرى °م (°ف)  | −20.4 (−4.7)                 | −19.3 (−2.7)                 | −13.0 (8.6)                  | −4.5 (23.9)                  | 1.7 (35.1)                   | 6.5 (43.7)                   | 8.7 (47.7)                   | 6.8 (44.2)                   | 1.5 (34.7)                   | −5.2 (22.6)                  | −13.1 (8.4)                  | −18.2 (−0.8)                 | −5.7 (21.7)                  |
| أدنى درجة حرارة °م (°ف)            | −36.3 (−33.3)                | −35.1 (−31.2)                | −30.9 (−23.6)                | −21.2 (−6.2)                 | −11.6 (11.1)                 | −6.5 (20.3)                  | 0.0 (32.0)                   | −1.4 (29.5)                  | −9.6 (14.7)                  | −23.6 (−10.5)                | −28.2 (−18.8)                | −35.4 (−31.7)                | −36.3 (−33.3)                |
| الهطول مم (إنش)                    | 1.9 (0.07)                   | 2.7 (0.11)                   | 5.8 (0.23)                   | 16.3 (0.64)                  | 32.6 (1.28)                  | 63.1 (2.48)                  | 75.4 (2.97)                  | 66.9 (2.63)                  | 26.7 (1.05)                  | 13.4 (0.53)                  | 5.8 (0.23)                   | 2.6 (0.10)                   | 313.2 (12.32)                |
| متوسط أيام هطول الأمطار (≥ 1.0 mm) | 0.7                          | 0.9                          | 2.0                          | 4.3                          | 5.8                          | 9.9                          | 13.5                         | 11.8                         | 5.0                          | 3.3                          | 1.9                          | 1.1                          | 60.2                         |
| ساعات سطوع الشمس الشهرية           | 185.7                        | 197.2                        | 250.2                        | 245.6                        | 279.6                        | 275.4                        | 265.2                        | 260.5                        | 254.0                        | 232.5                        | 186.6                        | 172.6                        | 2٬805٫1                      |
| المصدر: NOAA (1961-1990)           |                              |                              |                              |                              |                              |                              |                              |                              |                              |                              |                              |                              |                              |

## أعلام
- إردينيباتين تسيندباتار